# 関田寛雄
関田 寛雄（せきた ひろお、1928年 - 2022年）は、日本の宗教家、青山学院大学名誉教授。

## 概要
1928年に北九州市で生まれ、幼少期に大阪府吹田市に転居する。父は牧師で母とは7歳で死別する。
吹田市に住んでいた幼い頃に洗礼を受ける。小学生の時には同級生から、アメリカのスパイや、キリスト教徒をやめるように罵声を浴びせられ、暴行を受ける。日中戦争が始まりアメリカとの緊張も高まっていた時期に日本でキリスト教徒でいることは危ないと感じる。
中学生になると軍事教練に積極的に励む。お国のために死ぬことが良いことと話して教師に褒められ、戦場に向かう先輩の姿を見て同級生に後に続こうと呼びかけ、そして周りから尊敬されていく自分を誇らしく思っていた。当時にはキリスト教徒という少数派が良くないと思っていた。広島の原爆被害の対応を行っているときにも日本は勝っていると信じていたが日本は負けた。そして戦後のラジオ放送で敗戦の真相を知って騙されたと衝撃を受け、お国のために死ぬと言っていた軍国少年としての戦争責任を感じる。
青山学院大学大学院を経てマコーミック神学校、アンドーヴァー神学校を卒業。青山学院大学文学部教授。日本基督教団桜本教会、川崎戸手教会を牧会後、神奈川教区巡回教師に。青山学院大学名誉教授。
1957年に牧師となり、川崎市の新しい教会に住み込む。在日韓国人が多く住む地域で、公立学校や企業に入れない人の姿を目の当たりにする。少数派が不遇に遭う理不尽さを許せず、同時に自分の戦争責任を感じる。日立就職差別事件の支援など、牧師としての活動の大半を在日韓国人の差別解消に費やす。
川崎市でのヘイトスピーチに抗議をする活動を行い、ヘイトスピーチの対策の条例を求めてきた。2020年7月1日に川崎市で日本全国で初のヘイトスピーチに罰金を課す条例が制定された。
朝鮮学校が国の授業料無償化の対象外とされていることは民族的差別であるとして改正を求めている。
インターネットで行われている民族差別の書き込みを今後の課題として、発信者を特定して差別を根絶することを望んでいる。
2022年12月14日に肺炎のため逝去。